# Jeune Afrique
Jeune Afrique est un mensuel édité à Paris et publié par Jeune Afrique Media Group, fondé en 1960 par le franco-tunisien Béchir Ben Yahmed. Le magazine propose une couverture de l'actualité africaine et des enjeux politiques et économiques du continent.
Plusieurs journalistes et auteurs de renom comme Frantz Fanon, Kateb Yacine, Amin Maalouf, Leïla Slimani ou Jean Daniel ont démarré leur carrière ou ont collaboré à Jeune Afrique.
Premier magazine panafricain par sa diffusion et son audience, il constitue une source médiatique de référence en Afrique francophone. Cependant, il est parfois critiqué pour sa proximité avec certains pouvoirs africains.
D'abord publiée à un rythme hebdomadaire dès sa création, son édition papier est diffusée en mensuel à partir de 2020. Son site web propose une édition quotidienne.
Jeune Afrique est détenu par les frères Marwane Ben Yahmed et Amir Ben Yahmed ainsi que par des hommes d'affaires ivoiriens proches d'Alassane Ouattara.

## Histoire
Le 17 octobre 1960, Béchir Ben Yahmed, alors ministre de l'Information du président tunisien Habib Bourguiba, lance à Tunis le magazine Afrique Action. Sous la pression du pouvoir tunisien irrité par l'indépendance du journal, l'équipe quitte la Tunisie en mai 1962 pour Rome puis Paris. Le magazine est alors renommé Jeune Afrique,.
Le journal dont la devise est « Le devoir d'informer et la liberté d'écrire » a vu 400 numéros saisis entre 1960 et 2001 et des interdictions dans certains pays d'Afrique.
À Paris, la rédaction s'installe successivement rue de Provence, avenue des Ternes puis, en juillet 1989, au 57 bis rue d'Auteuil, dans le 16e arrondissement de Paris ou elle est toujours installée.
Zyad Limam, fils de Mohsen Limam — haut fonctionnaire tunisien tué dans un accident d'avion — et de sa veuve Danielle Ben Yahmed (remariée au fondateur du journal, Béchir Ben Yahmed) succéde à sa mère[Quand ?] aux commandes d'Afrique Magazine, publication qui a fait un temps partie de Jeune Afrique Media Group.
En 2020, Jeune Afrique passe d'une édition hebdomadaire à une édition mensuelle.
En juin 2023, Jeune Afrique attaque Indigo Publications en justice devant le tribunal de commerce de Paris pour « dénigrement » et « concurrence déloyale ». Jeune Afrique reproche aux médias d'Indigo Publications des articles dénigrant son propriétaire et la publication d'informations « inutilement alarmistes sur sa santé financière et sur la transparence de sa gouvernance ou de son capital ». Pour L'Humanité, il s'agit d'un « contournement du droit de la presse inquiétant »,.
Le 8 septembre 2023, Stanis Bujakera Tshiamala, journaliste correspondant pour Jeune Afrique à Kinshasa, est interpellé puis placé sous mandat d'arrêt provisoire par les autorités de la RDC pour « propagation de faux bruits » et « diffusion de fausses informations ». Cette arrestation fait suite à un article publié sur le site web de Jeune Afrique concernant la mort en juillet 2023 de Chérubin Okende Senga, un député et ancien ministre, porte-parole de l'opposition menée par Moïse Katumbi. La publication panafricaine demande alors la libération immédiate de son correspondant, tout en dénonçant « une atteinte grave aux libertés de la presse ». Le 18 mars 2024, Stanis Bujakera est condamné à six mois de prison et à une amende d'un million de francs congolais. Sa peine couvrant déjà sa période de détention préventive, il est libéré de prison.

## Activités
Hebdomadaire depuis 1960, Jeune Afrique lance son édition numérique en 1997 avec la création de son site internet.
L'année 2000 marque le lancement des hors-séries de Jeune Afrique, à savoir le top 500 des entreprises africaines, le top 200 des banques et l'état de l'Afrique. Par ailleurs, le traitement de l'actualité économique prend une place de plus en plus importante au sein du groupe. Un magazine parallèle est d'abord créé avant d'être intégré à l'hebdomadaire puis de faire l'objet d'un site dédié à partir de 2012.
En 2020, Jeune Afrique abandonne le rythme hebdomadaire pour proposer une édition papier mensuelle adossée au site d'information jeuneafrique.com, qui propose quant à lui une édition quotidienne. Jeuneafrique.com dispose de sa propre rédaction pour traiter l'actualité en temps réel.
Parallèlement, le titre s'est fortement développé sur les réseaux sociaux.
Début décembre 2020, la direction de Jeune Afrique annonce le premier plan social de son histoire en raison de résultats économiques en baisse avec la pandémie de Covid-19. Une vingtaine de salariés sur les 134 sont concernés par ce PSE, qui est unilatéral, faute d'un accord négocié avec les élus des syndicats, réfractaires à cette décision.
Au printemps 2021, le journal cherche à lever 10 millions d'euros en échange de 20 % de son capital, en indiquant chercher un actionnariat africain, institutionnel et public, « qui concilie la mission des marques du groupe et celles des États, au service du développement du continent ». Le 30 juin 2022, 4 membres intègrent le conseil d'administration de Jeune Afrique, sans que le groupe ne souhaite communiquer leur identité ni que les salariés n'en soient informés. Ces membres comportent deux hommes d'affaires ivoiriens cachés derrière la structure offshore Bayani Capital, domiciliée à l'île Maurice, Ahmed Cissé et Serge Thiémélé, qui a investi au moins 2 millions d'euros dans l'entreprise. Ces deux hommes sont proches du président de la république ivoirienne Alassane Ouattara et du patronat de ce pays. Un troisième actionnaire est Julien Alvarez, un banquier d'affaire reconverti dans l'édition est proche de la famille Ben Yahmed.

## Gestion, finances et statuts

### Direction
Jeune Afrique est une filiale de Jeune Afrique Media Group, une société anonyme à conseil d'administration dont le siège est à Paris. Le directeur général est Amir Ben Yahmed, un des deux fils du fondateur.
Le directeur général délégué est Mamadou Goundiam.
Depuis 2007, le directeur de la rédaction est François Soudan.

### Finances et actionnariat
Le chiffre d'affaires du groupe a atteint 20 millions d'euros en 2021.
L'actionnariat de Jeune Afrique Media Group est partagé entre les frères de nationalité tunisienne Amir et Marwane Ben Yahmed qui détiennent 80% de l'entreprise.
Début 2023, deux hommes d'affaires ivoiriens proches d'Alassane Ouattara sont nommés administrateurs de Jeune Afrique Media Group, Manizan Thiemele et Mamadou Cissé,.

### Diffusion
| Année | Diffusion France payée | Diffusion totale payée | Diffusion totale |
| ----- | ---------------------- | ---------------------- | ---------------- |
| 2020  | 17 116                 | 34 995                 | 36 319           |
| 2019  | 14 316                 | 40 948                 | 43 111           |
| 2018  | 11 162                 | 40 129                 | 42 781           |
| 2017  | 10 674                 | 44 604                 | 45 397           |
| 2016  | 11 835                 | 48 007                 | 49 158           |
| 2015  | 13 769                 | 50 518                 | 51 499           |
| 2014  | 13 476                 | 52 700                 | 53 475           |
| 2013  | 14 355                 | 56 738                 | 57 497           |
| 2012  | 15 540                 | 59 389                 | 60 135           |
| 2011  | 17 104                 | 64 992                 | 65 782           |
| 2010  | 15 504                 | 60 096                 | 61 167           |
| 2009  | 15 288                 | 61 034                 | 62 270           |

## Critiques
En 1997, le chef d'État tunisien Zine el-Abidine Ben Ali apporte son soutien à Jeune Afrique en injectant plusieurs millions de dinars dans l'entreprise à travers des prête-noms7. « Aider Jeune Afrique n'est pas un souhait, c'est une consigne présidentielle » explique Le Canard enchaîné en évoquant l'opération financière pilotée par deux proches du président8.
En 2002, Vincent Hugeux, journaliste français, écrivait que Jeune Afrique aurait publié en 1998 des dossiers élogieux ou indulgents auprès des présidences africaines, moyennant finance, tout comme la revue Géopolitique africaine et le journal Le Monde,.
Jeune Afrique fait l'objet de critiques des médias officiels algériens qui accusent le journal, dont de nombreuses éditions ont été censurées dans le pays, d'avoir un biais en faveur du Maroc. Pour expliquer ce « journalisme de connivence », les autorités algériennes accusent le journal de percevoir « 200.000 € pour chaque contrat » publicitaire supposément engagé avec le cabinet royal marocain. En avril 2024, Farid Alilat, un journaliste algérien de l'hebdomadaire, est retenu pendant plusieurs heures dans les locaux de la police à l’aéroport d’Alger, avant d’être expulsé vers Paris. Une expulsion justifiée par Mohamed Laagab, ministre de la communication, alors qu'il est reproché au journal d'adopter des positions pro-marocaines dans un contexte de crise diplomatique entre les deux pays voisins : « La question ne le concerne pas en tant que citoyen algérien, mais plutôt le magazine Jeune Afrique où il exerce, qui a adopté des positions éditoriales hostiles à l’égard de l’Algérie. Ce média publie tantôt des informations incorrectes tantôt des informations exagérées.»